# Sascha Karberg
Sascha Karberg (* 15. Oktober 1969 in Berlin) ist ein deutscher Biologe, Wissenschaftsjournalist und Sachbuchautor und Ressortleiter „Wissen & Forschen“ beim Berliner Tagesspiegel. Zuvor hat er unter anderem für die Frankfurter Allgemeine Sonntagszeitung, Zeit Wissen, den Tagesspiegel, die Süddeutsche Zeitung, Technology Review, Cell und Geo geschrieben, arbeitete redaktionell für die Wissenschaftsshow „Die Profis“ des rbb-Senders „Radio Eins“ und das Wissenschaftsressort der Online-Tageszeitung „Netzeitung“ und ist einer der Gründer des Journalistenbüros „Schnittstelle“. 
Karberg studierte ab 1990 Biologie an der Freien Universität Berlin und erhielt 1996 das Diplom. Bis 1999 absolvierte er dort am Institut für Genetik ein Promotionsstudium, von 1999 bis 2000 ein Wissenschaftsjournalismus-Studium. Von 2008 bis 2009 war er Knight Science Journalism Fellow am Massachusetts Institute of Technology.
Für seinen Artikel zur RNA-Interferenz in der deutschen Ausgabe des Technology Review wurde er 2004 mit dem von Sanofi-Aventis gestifteten Heureka-Journalistenpreis ausgezeichnet. 2006 erhielt er für seinen Artikel „Ein Schalter für die Gene“ in Zeit Wissen den Publizistikpreis der GlaxoSmithKline-Stiftung, für „Schwärmen für das Optimum“ in McKWissen den Matheon-Medienpreis.
2012 führte Karberg zusammen mit Alexander Schlichter Regie im Dokumentarfilm „Die Gen-Köche – Biohacker und die genetische Revolution“. Darin liefern sie einen Einblick in die Möglichkeiten der Do-it-yourself-Biologie. Unter dem Arbeitstitel „DNA Cooking“ erhielten sie dafür 2010 den ersten Preis in der Kategorie „TV-Dokumentation“ beim Dokuwettbewerb des Bayerischen Rundfunks und Telepool.
In seinem 2013 zusammen mit Hanno Charisius und Richard Friebe veröffentlichten Buch Biohacking: Gentechnik aus der Garage untersucht er die Biohacking-Szene in Europa und den USA. Darin demonstriert Karberg unter anderem eine ungewöhnliche Anwendung von DNA-Barcoding, um den Verursacher von Hundekot vor seiner Haustür ausfindig zu machen. Für Artikel zu diesen Themen erhielten die drei 2012/2013 den Hofschneider-Recherchepreis für Wissenschafts- und Medizinjournalismus.
2021 veröffentlichte Karberg ein Buch über den deutschen Biologen Ingmar Hoerr, einen der Gründer des biopharmazeutischen Unternehmens Curevac. 
Karberg lebt in Berlin, ist verheiratet und hat drei Kinder.

## Veröffentlichungen
- mit Martin Strödicke, Günter Korge: Domina (Dom), a new Drosophila member of the FKH/WH gene family, affects morphogenesis and is a suppressor of position-effect variegation. In: Mechanisms of Development. Band 96, Nr. 1, 1. August 2000, S. 67–78, doi:10.1016/S0925-4773(00)00371-3.
- Biotech's Perfect Storm. In: Cell. Band 138, Nr. 3, 7. August 2009, S. 413–415, doi:10.1016/j.cell.2009.07.026.
- Switching on Epigenetic Therapy. In: Cell. Band 139, Nr. 6, 11. Dezember 2009, S. 1029–1031, doi:10.1016/j.cell.2009.11.038.
- mit Annemarie Hofmann, Madeleine Brünner, Alexander Schwendemann, Martin Strödicke: The winged-helix transcription factor JUMU regulates development, nucleolus morphology and function, and chromatin organization of Drosophila melanogaster. In: Chromosome Research. Band 18, Nr. 3, 6. März 2010, S. 307–324, doi:10.1007/s10577-010-9118-y.
- mit Alexander Schlichter: Die Gen-Köche – Biohacker und die genetische Revolution. Dokumentarfilm, 58 Minuten, 2012.
- mit Hanno Charisius und Richard Friebe: Biohacking: Gentechnik aus der Garage. Carl Hanser Verlag, München 2013, ISBN 978-3-446-43554-4.
- Report aus der Klonfabrik – Der Reproduktionsmediziner Karl Illmensee, Deutschlandfunk – „Hintergrund“ vom 21. Oktober 2007
- Der Mann, der das Impfen neu erfand. Ingmar Hoerr, CureVac und der Kampf gegen die Pandemie. 2. Auflage. Aufbau, Berlin 2021, ISBN 978-3-351-03926-4 (mit Anmerkungen und Glossar).